# Porto Sant'Elpidio
Porto Sant'Elpidio este o comună din provincia Fermo, regiunea Marche, Italia, cu o populație de 25780 locuitori și o suprafață de 18,13 km².

## Demografie
Porto Sant'Elpidio - evoluția demografică

|  | Graficele sunt indisponibile din cauza unor probleme tehnice. Mai multe informații se găsesc la Phabricator și la wiki-ul MediaWiki. |

Date: Recensăminte sau birourile de statistică - grafică realizată de Wikipedia